# Vladimir Breitschev
Vladimir Breïtchev (bulgare : Владимир Брейчев), né le 16 septembre 1958 à Samokov, est un sauteur à ski bulgare.

## Biographie
Vladimir Breitchev fait ses débuts dans la Coupe du monde lors de la Tournée des quatre tremplins 1979-1980.
Aux Jeux olympiques d'hiver de 1984 à Sarajevo, pour sa première participation aux jeux, il est dix-neuvième sur le petit tremplin, soit le meilleur résultat d'un bulgare aux jeux dans la discipline jusqu'à ce que Vladimir Zografski se classe quatorzième en 2018. Il marque ses premiers points cet hiver au tremplin de vol à ski de Harrachov, avec le treizième rang. Aux Championnats du monde 1985, son meilleur résultat est 28e au petit tremplin. Deux ans plus tard, à Oberstdorf, il est 29e.
Pour ses deuxièmes jeux olympiques, en 1988, il ne perce pas le top trente, terminant 46e au mieux au grand tremplin.
Lors de la saison 1989-1990 de Coupe du monde, il obtient son meilleur bilan de sa carrière, enregistrant trois résultats dans le top dix, dont une huitième place à Thunder Bay et pour finir l'hiver une septième place à Planica.
Après une ultime participation aux Jeux olympiques en 1992, il n'est plus revu dans les compétitions internationales.

## Palmarès

### Jeux olympiques
| Épreuve / Édition | Sarajevo 1984 | Calgary 1988 | Albertville 1992 |
| Petit tremplin    | 19e           | 53e          | 50e              |
| Grand tremplin    | 42e           | 46e          | 46e              |

### Championnats du monde
| Épreuve / Édition | Seefeld 1985 | Oberstdorf 1987 | Lahti 1989 | Val di Fiemme 1991 |
| Petit tremplin    | 28e          | 29e             | 50e        | 32e                |
| Grand tremplin    | 50e          | 43e             | 32e        | 51e                |

### Coupe du monde
- Meilleur classement général : 34e en 1990.
- Meilleur résultat : 7e.

#### Différents classements en Coupe du monde
| Année | Classement général final |
| 1984  | 69e                      |
| 1988  | 71e                      |
| 1989  | 64e                      |
| 1990  | 34e                      |